# Myszków Światowit
Myszków Światowit – przystanek kolejowy w Myszkowie, w województwie śląskim, w Polsce. Znajdują się tu 2 perony.

## Ruch pasażerski[1]
| Rok  | Wymiana pasażerska na dobę | Miejsce w Polsce |
| ---- | -------------------------- | ---------------- |
| 2017 | 200-299                    | bd.              |
| 2018 | 200-299                    | bd.              |
| 2019 | 200-299                    | 745.             |
| 2020 | 150-199                    | 675.             |
| 2021 | 200-299                    | 724.             |
| 2022 | 200-299                    | 747.             |
| 2023 | 200-299                    | 787.             |
| 2024 | 300-499                    | 751.             |